# Gundorf

Gundorf auf einer Karte von 1891

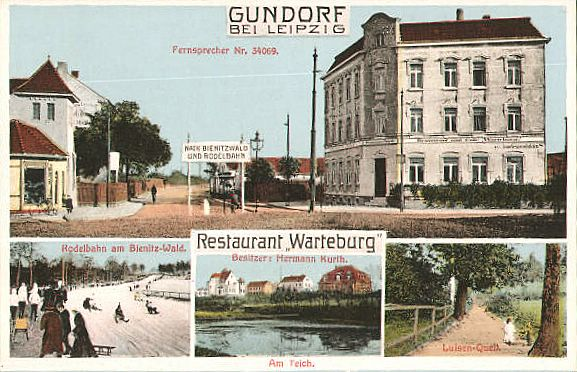
Ansichtskarte von Gundorf um 1900

Gundorf war bis 1934 eine selbständige Gemeinde nordwestlich von Leipzig, wurde von Böhlitz-Ehrenberg eingemeindet und ist seit 1999 ein Stadtteil der Messestadt.

## Geografie
Der Stadtteil Gundorf gehört zum Ortsteil Böhlitz-Ehrenberg im Stadtbezirk Alt-West. Zu Gundorf gehört der Gemeindeteil Neuscherbitz. 

## Geschichte

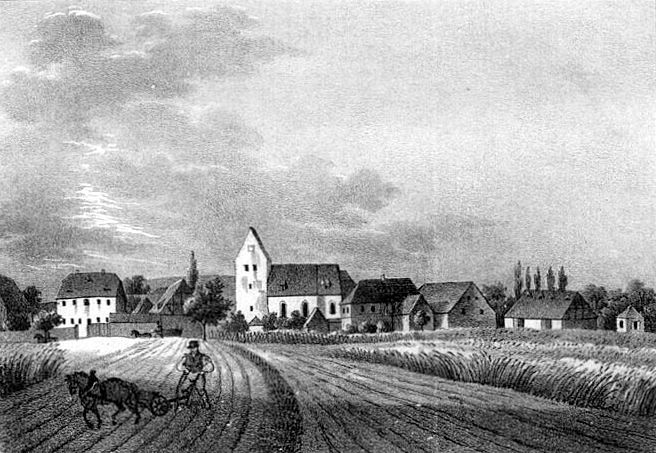
Die Dorfkirche um 1850

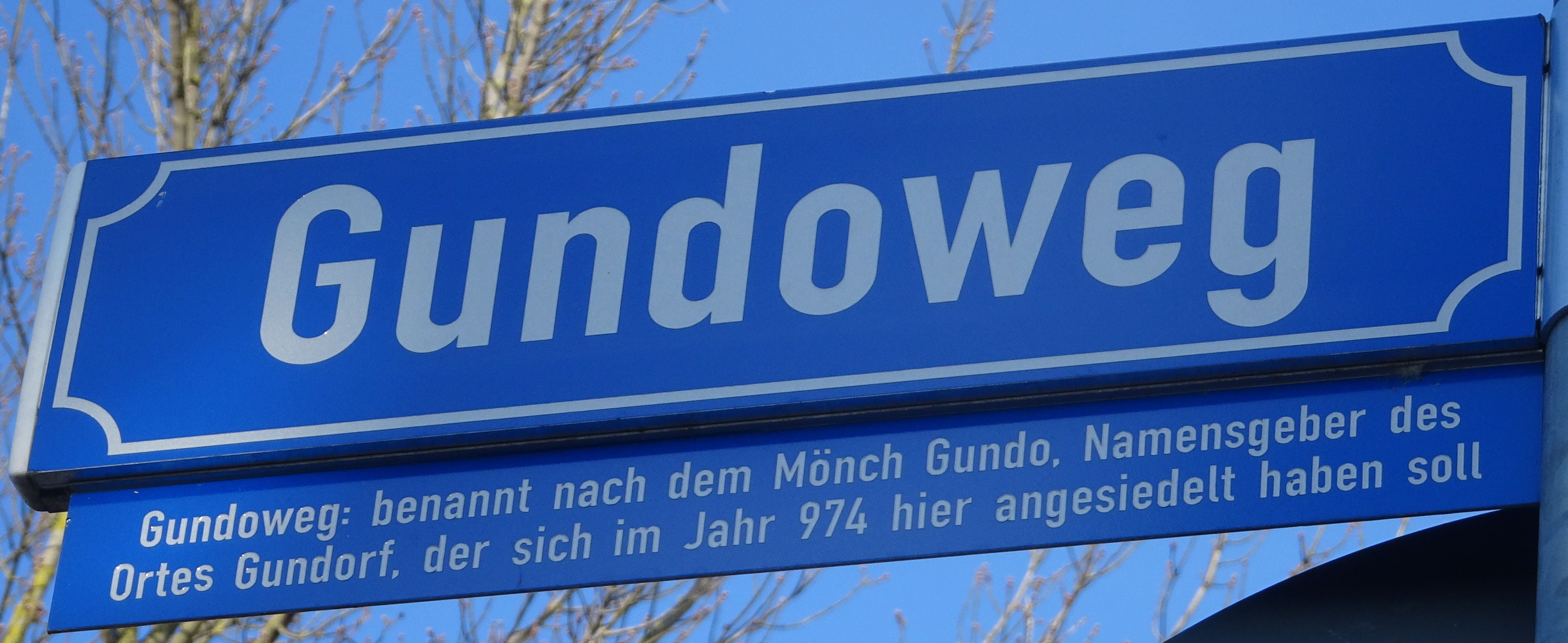
Wer war Gundo?

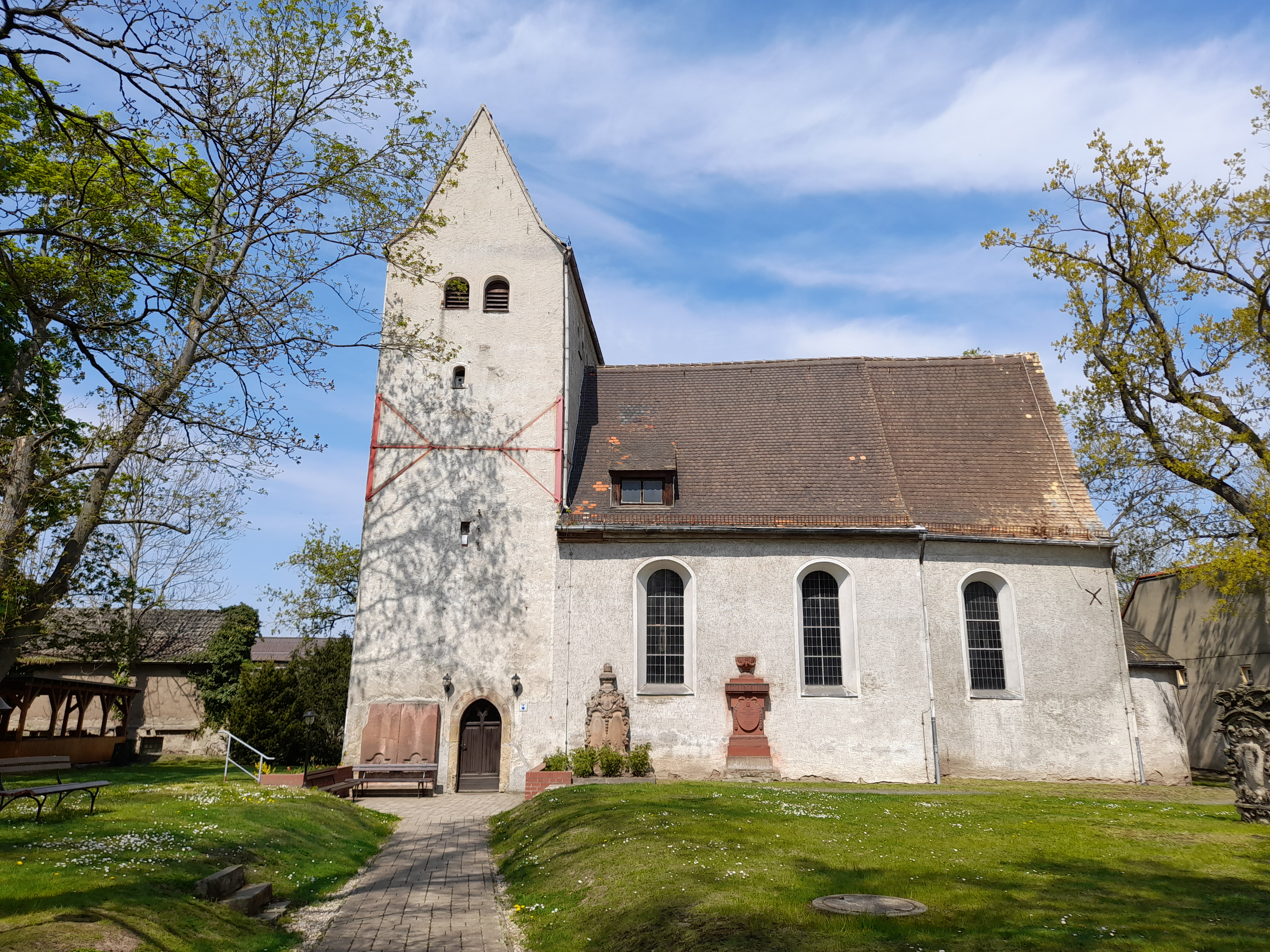
Die Kirche 2022

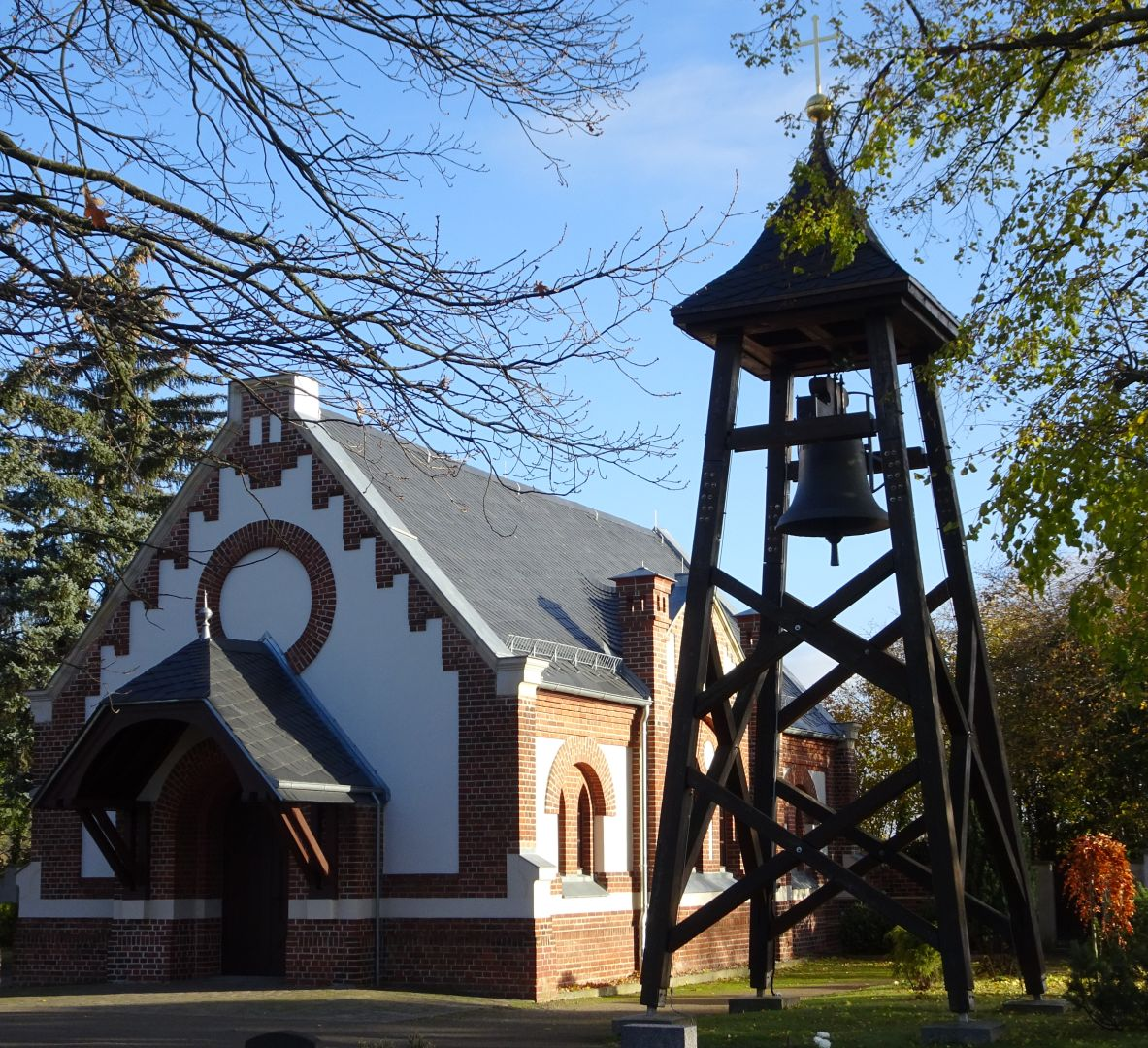
Die Kapelle und der Glockenturm auf dem Gundorfer Friedhof

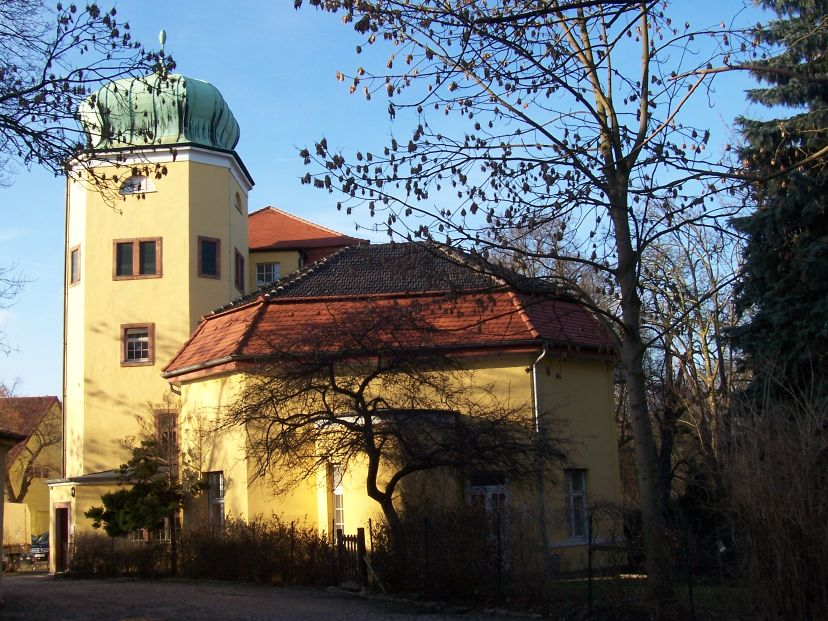
Das Schloss

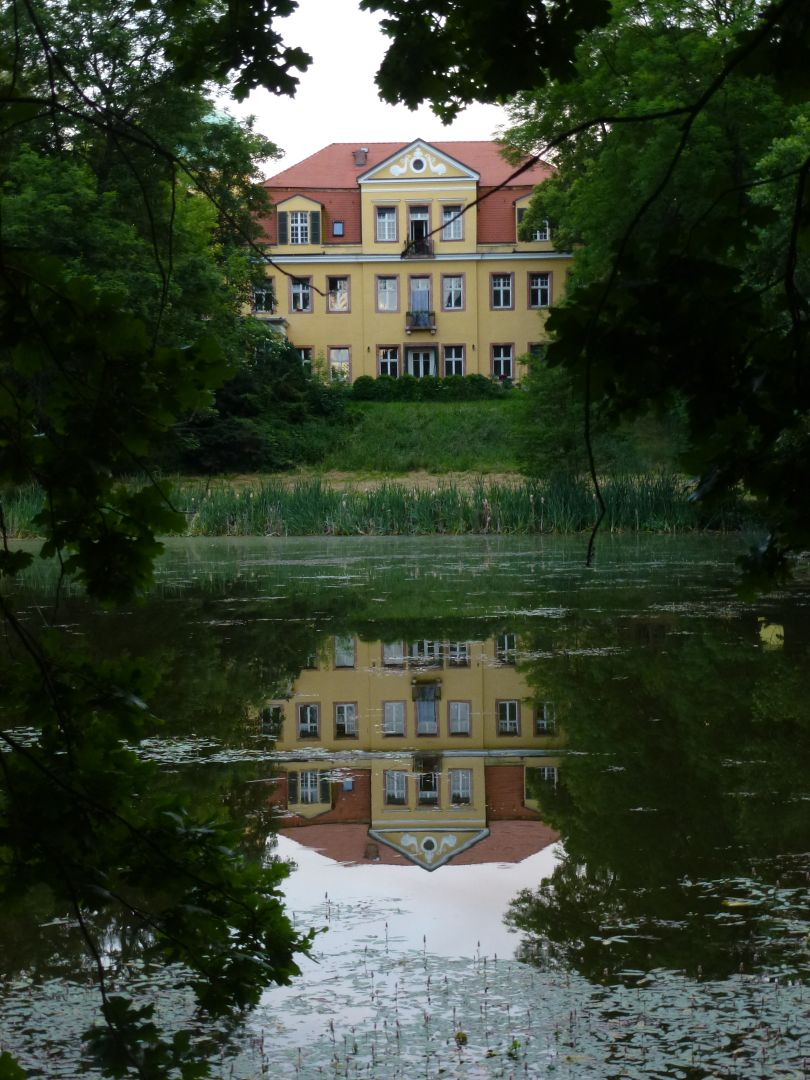
Der Schlossteich

Die erste urkundliche Erwähnung Gundorfs stammt aus dem Jahre 974, als es Gegenstand einer Schenkung Ottos II. an den Merseburger Bischof Giselher von Magdeburg war. Der Ortsname soll auf einen Mönch Gundo zurückgehen, der sich hier ansiedelte. Der Ort gehört zu den ältesten Dörfern der Leipziger Region. 1269 erhielt das Petri-Kloster in Merseburg das Recht zur Erhebung von Abgaben und die Gerichtsbarkeit übertragen.

### Kirche Gundorf
Die Kirche in Gundorf wurde wohl bereits im 12. Jahrhundert aus Bruchsteinen und Mörtel erbaut. Die Kanzel stammt aus dem Jahre 1626, das Taufbecken von 1720. Die Emporen wurden erst bei einer Renovierung 1902 eingebaut. Die Glocken der Kirche, deren älteste 1450 gegossen worden war, mussten während des Zweiten Weltkrieges abgeliefert werden. Drei neue Glocken wurden 1959 geweiht.
In der TV-Krimifolge Tatort: Unter Feuer diente das Kirchengebäude als Polizeistation.

### Friedhof Gundorf
Der Friedhof befindet sich ca. 500 m südlich der Gundorfer Kirche an der Straße nach Burghausen. Er dient auch als Friedhof für die Kirchgemeinde Böhlitz-Ehrenberg. Die Glocke aus der Friedenskirche, ein Geschenk der Michaelis-Friedens-Kirchgemeinde, wurde 2013 neben der Kapelle aufgebaut.

### Schloss Gundorf
Im Zuge der Säkularisation gelangte das Abtei- und das Klostergut an den Landesherrn, der es an den Bauern Valentin Kietz verkaufte. 1661 gelangte das Dorf in den Besitz des Leipziger Obergerichtsrats J. Fritzsche, dem bereits das Gut Scherbitz (Altscherbitz, Abteigut) gehörte. Das Gundorfer Klostergut wurde seitdem Neuscherbitz genannt. Das Herrenhaus des Ritterguts wurde 1720 von Johann Ernst Kregel von Sternbach erbaut. Der anschließende Park wurde von Peter Joseph Lenné gestaltet.
Im Jahr 1814 existierten in Gundorf 17 Bauerngüter. Ihre Ländereien gingen nach und nach im Besitz des Ritterguts auf, so dass es in der Mitte des 19. Jahrhunderts nur noch wenige selbstständige Bauerngüter gab. 1881 erwarb der Leipziger Unternehmer und Stadtverordnete Albin Ackermann das Schloss und Gut Gundorf. Sein Monogramm „AA“, dass sich ursprünglich an der Villa Ackermann in Leipzig befand, schmückt heute noch die großen Flügeltüren am Haupteingang des Schlosses. 1902 wurde die offizielle Bezeichnung „Rittergut Gundorf“ eingeführt. Den kleinen Turm ließ Erich Ackermann, der das Rittergut 1922 übernahm, Anfang des 20. Jahrhunderts anbauen. Im Jahre 1938 verkaufte er das Rittergut für 2,6 Millionen Reichsmark an die Stadt Leipzig.
Heute befindet sich ein Reiterhof auf der Anlage, und das Gebäude selbst wurde renoviert. Zu Beginn des 20. Jahrhunderts war die Produktion von Lehmziegeln zum wichtigsten Wirtschaftszweig geworden. Sie wurde bis in die 1930er Jahre hinein fortgeführt. Um 1910 wurde der Ort durch den Bau der Landhauskolonie "Daheim am Bienitzwald" nach Südwesten erweitert.

### Schlobachs Hof
Nach Stilllegung der Schlobachschen Ziegelei im Jahre 1919 wurde Schlobachs Hof errichtet, der bis 1922 selbständiger Gutsbezirk war und anschließend zur Gemeinde Gundorf gehörte. Das Sächsische Landwirtschaftsministerium verlieh dem Gut 1929 den Status einer staatlichen Lehranstalt. Ab 1936 diente das Gut als Praktikumshof der Universität Leipzig für das Fach Geflügelzucht. 1950 gründete das Sächsische Ministerium für Land- und Forstwirtschaft hier eine staatliche Lehranstalt für Landarbeit, die bereits ein Jahr später der Deutschen Akademie für Landwirtschaftswissenschaften zu Berlin angegliedert wurde. Ab 1953 gehörte Schlobachs Hof zur Abteilung Kleintierzucht der Landwirtschaftlichen Fakultät der Universität Leipzig. Nach der Schließung im Jahre 1992 ging das Gut in Privatbesitz über. Seit 1995 wurde es u. a. als Reiterhof genutzt. 2016 ersteigerte eine Verwaltungsgemeinschaft den Hof.

## Verwaltung

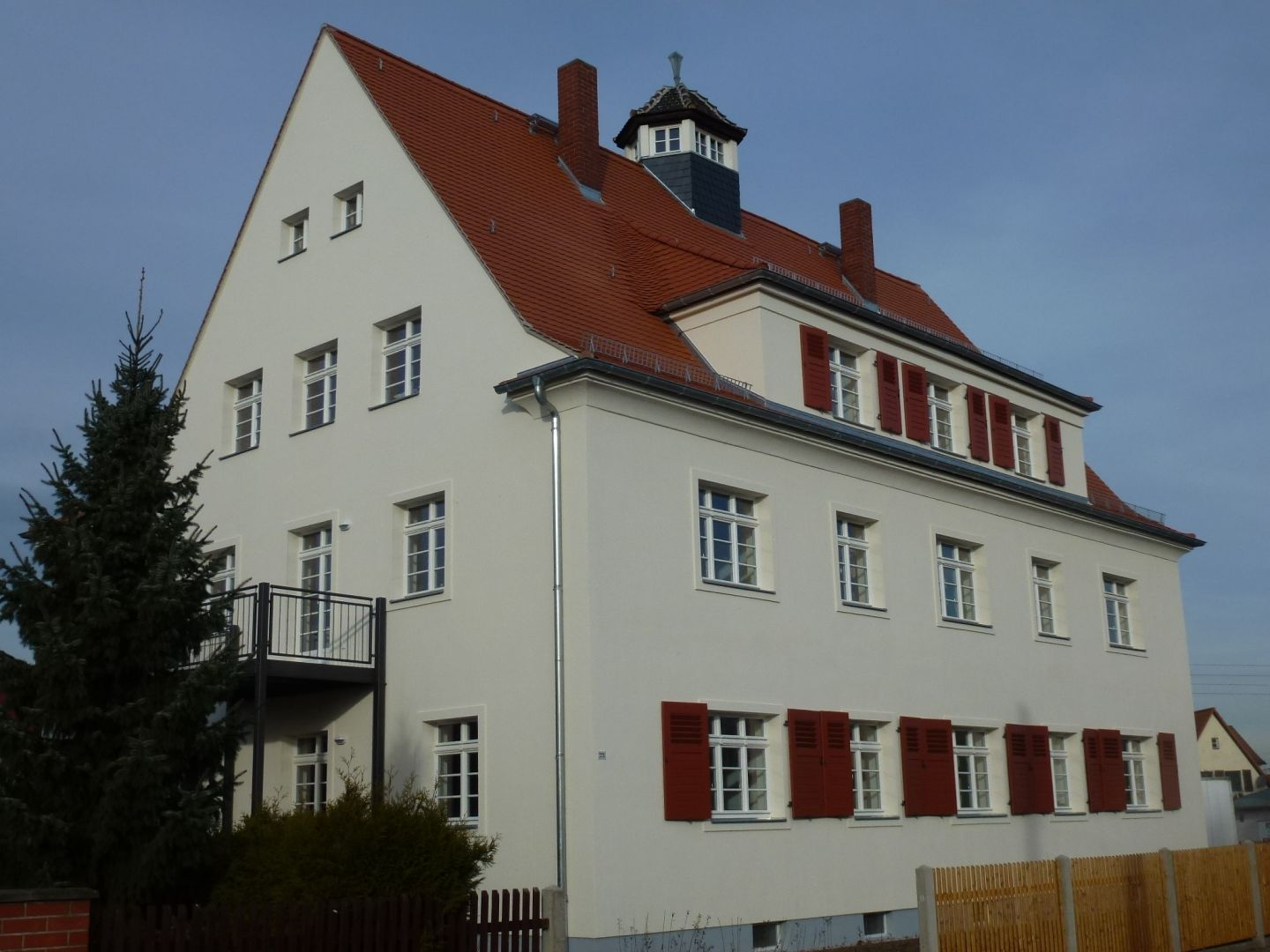
Ehem. Gemeindehaus

Gundorf gehörte als eines von vier Abteidörfern bis 1815 zum hochstiftlich-merseburgischen Amt Schkeuditz, das seit 1561 unter kursächsischer Hoheit stand und zwischen 1656/57 und 1738 zum Sekundogenitur-Fürstentum Sachsen-Merseburg gehörte. Durch die Beschlüsse des Wiener Kongresses wurde der Westteil des Amts Schkeuditz im Jahr 1815 an Preußen abgetreten. Gundorf verblieb mit dem Ostteil beim Königreich Sachsen und wurde dem Kreisamt Leipzig angegliedert. Ab 1856 gehörte der Ort zum Gerichtsamt Leipzig II und ab 1875 zur Amtshauptmannschaft Leipzig.
1934 erfolgte die Eingemeindung Gundorfs nach Böhlitz-Ehrenberg. Gundorf hieß offiziell Böhlitz-Ehrenberg West. Damit hatte sich das Gebiet Böhlitz-Ehrenbergs bis an die sächsisch-preußische Grenze ausgedehnt. Bei der Kreisreform in der DDR wurde Gundorf mit Böhlitz-Ehrenberg im Jahr 1952 dem Kreis Leipzig-Land im Bezirk Leipzig zugeteilt, der 1994 zum Landkreis Leipziger Land kam. Seit dem 1. Januar 1999 gehört Gundorf zusammen mit Böhlitz-Ehrenberg zu Leipzig.
Das ehemalige Gemeindehaus steht unter Denkmalschutz und dient als Wohnhaus. Es wurde 2013 restauriert.

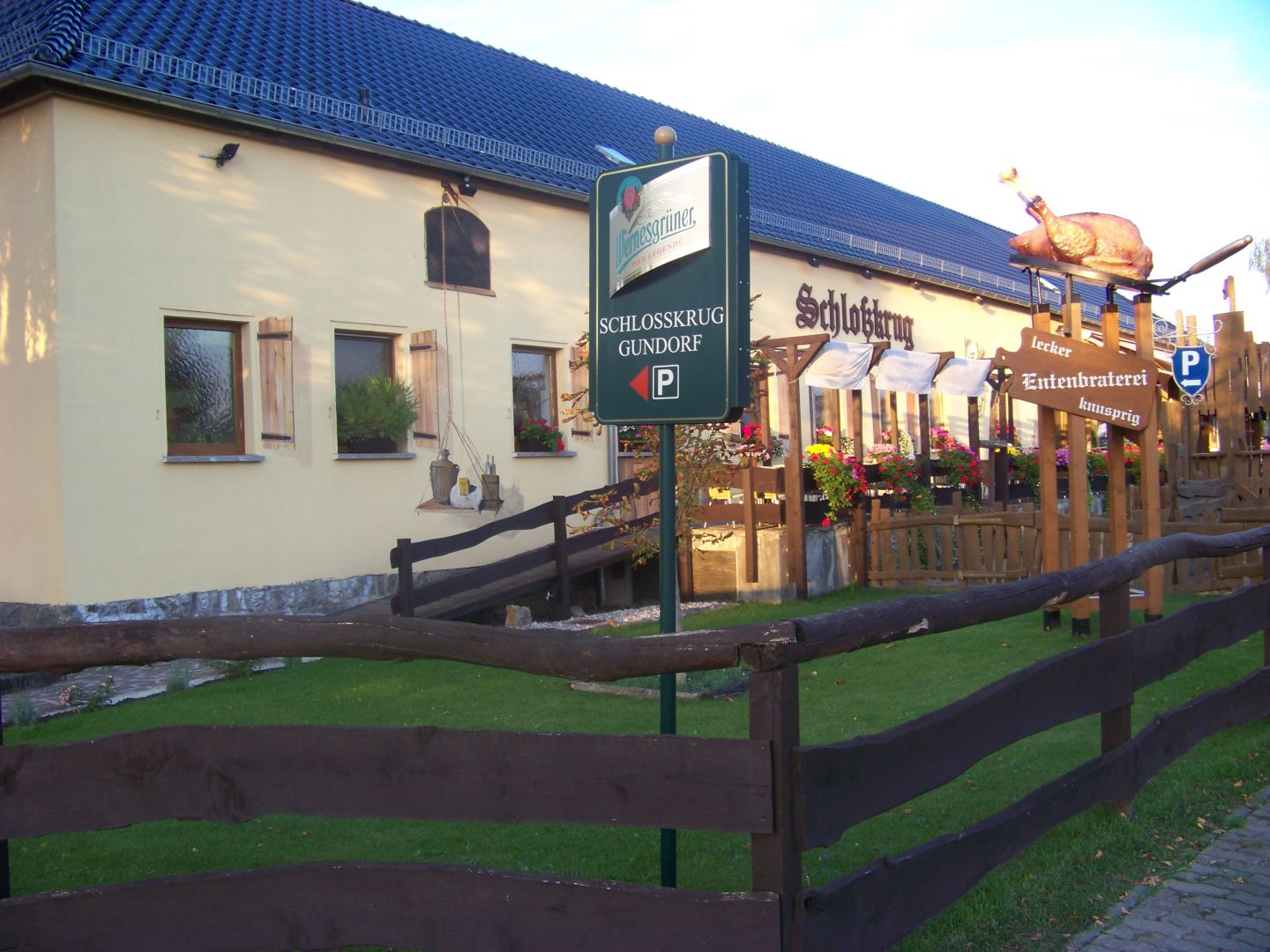
Restaurant Kreta

## Infrastruktur
1907 wurde Gundorf aufgrund einer Privatspende durch die Leipziger Außenbahn AG an das Leipziger Straßenbahnnetz angeschlossen. Die Linie 7 fährt in den Hauptverkehrszeiten im 10-Minuten-Takt ins Zentrum. An der Nebenbahn Leipzig–Merseburg verfügte Gundorf bis zu deren Stilllegung 1998 über einen Haltepunkt. Dieser lag unmittelbar an der Grenze zu Burghausen. Für den Individualverkehr ist Böhlitz-Ehrenberg über die A 9, Ausfahrt Leipzig-West, und von dort die B 181 (Leipzig–Merseburg) zu erreichen.
Gundorf besitzt eine Grundschule mit über 400-jähriger Tradition, zu deren Einzugsgebiet auch Burghausen gehört. Die nächstgelegene Mittelschule befindet sich im Zentrum von Böhlitz-Ehrenberg, die Max-Klinger-Schule in Grünau ist das nächstgelegene Gymnasium.
Das griechische Restaurant Kreta an der Endstelle der 7 fungiert zusammen mit dem Kurhaus Bienitz in Burghausen als eine der Ausflugsgaststätten in Leipzigs äußerstem Westen.

## Wirtschaft

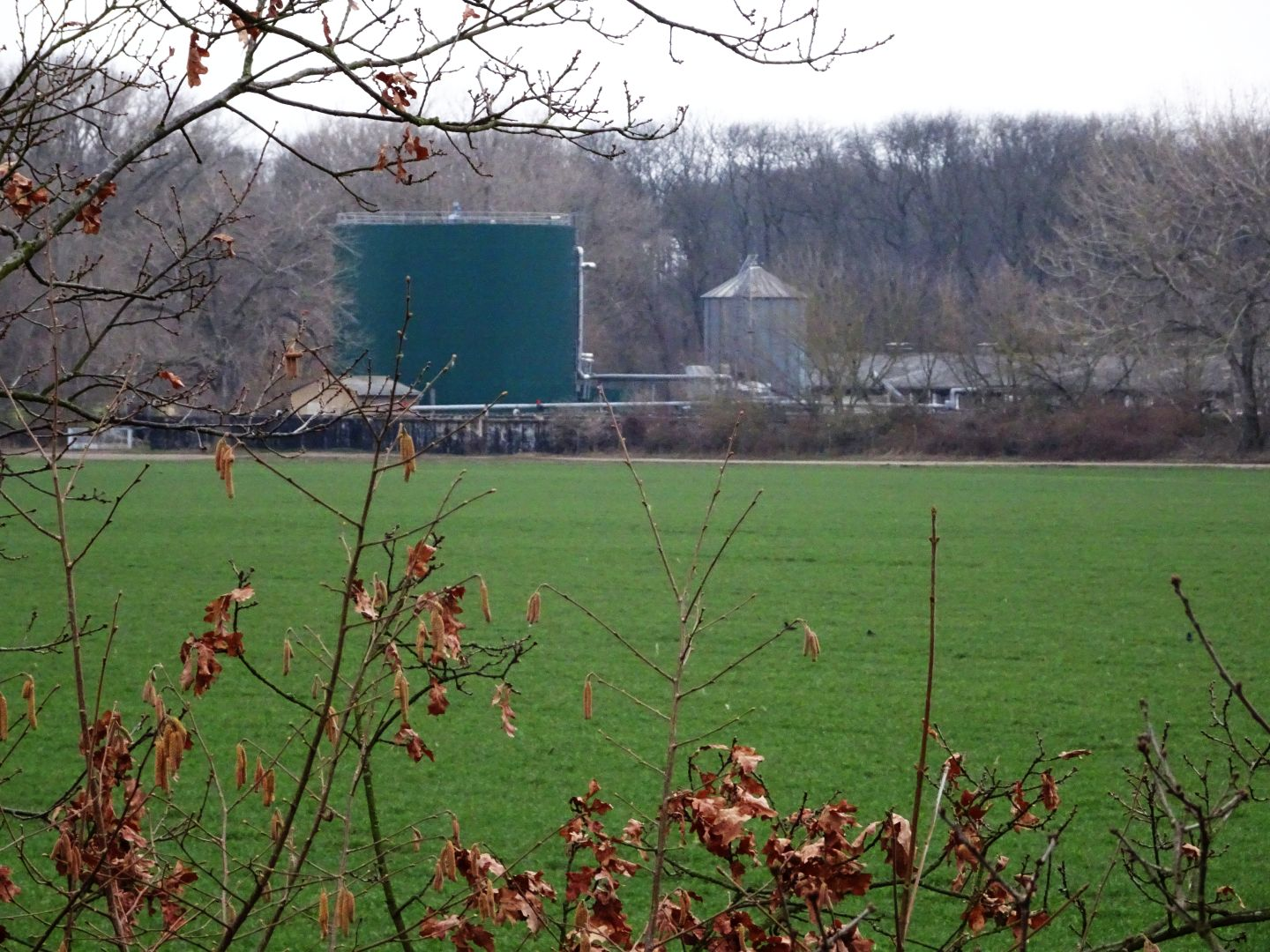
Gundorfer Agrargemeinschaft

Die Gundorfer Agrargemeinschaft e.G. hat ihren Sitz am Rand des Leipziger Auwaldes westlich von Gundorf. Sie beliefert die frischli Milchwerke Weißenfels.

## Naturdenkmäler
Auf Gundorfer Flur befindet sich die Gundorfer Lache, die seit 2002 als Flächennaturdenkmal ausgewiesen ist. Das 2,3 ha große Gebiet liegt inmitten des Auwaldes, der hier von der Alten Luppe durchflossen wird. Es ist als Lebens- und Rückzugsraum verschiedener Vogel- und Amphibienarten besonders schutzwürdig.

## Mit Gundorf verbundene Personen
- Adam Christoph Jacobi (1638–1689), Jurist, in Gundorf geboren
- Carl Erdmann Heine (1819–1888), Rittergutsbesitzer in Gundorf
- Johannes Weyrauch (1897–1977), Komponist, wohnte von 1938 bis 1972 in Gundorf
- Hans-Wilhelm Ebeling (1934–2021), Pfarrer und Politiker (DSU, CDU), lebte in Gundorf
- Martin Petzold (1955–2023), Kammersänger, wohnte in Gundorf

## Trivia

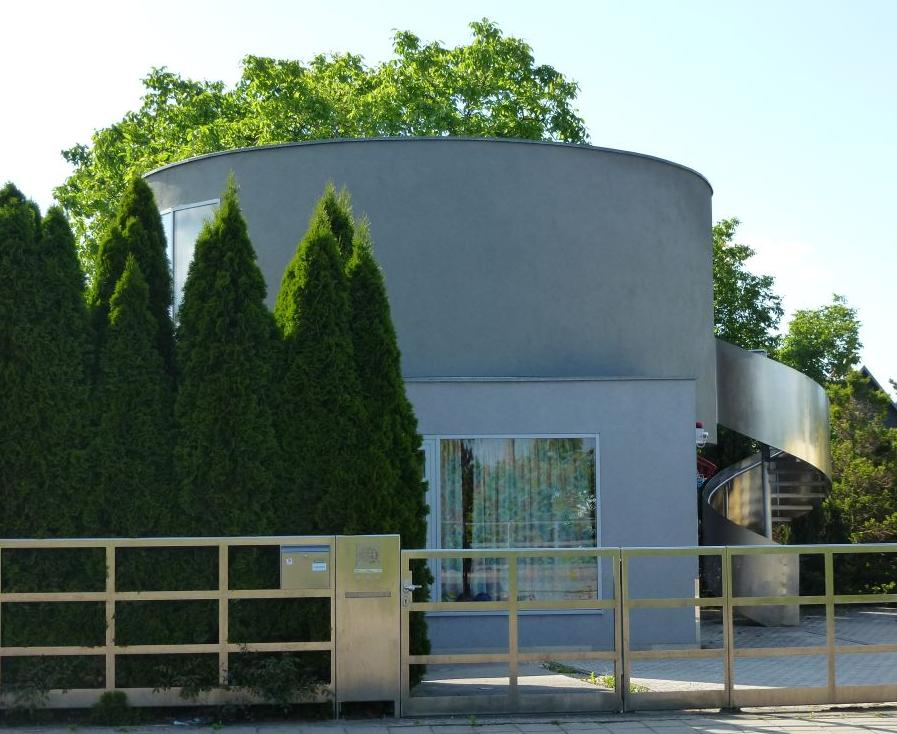
Wohnhaus, Drehort für einen Stumph-Film

Ein modernes Wohnhaus in Gundorf diente als Drehort für den Film Der Job seines Lebens mit Wolfgang Stumph.